# 薛宗鎧
薛宗铠（1498年—1535年），字子修，號東泓，廣東潮州府揭阳县人，明朝政治人物，同进士出身。薛侃之子。

## 生平
治《書經》，行一，由府學生中式嘉靖元年（1522年）壬午科廣東鄉試第四十九名舉人，年二十六歲中式嘉靖二年（1523年）癸未科會試第二百十七名，第三甲第五十八名進士。授貴溪縣知縣，后調任將樂縣、建陽縣知縣。嘉靖十年三月选授禮科给事中，巡青，十二年八月升刑科右，十二月升户科左给事中，十四年九月因牽扯汪鋐、王臣之爭而被罷免，死於杖下。隆慶年間，赠太常寺少卿。

## 家族
曾祖薛志安。祖父薛驥，號讓斋。父薛俊，字尚哲，號靖軒，甲子舉人，国子监学正。母莊氏。重庆下。弟宗鑑、宗銓、宗鏗、宗鐺、宗鐸、宗鑰、宗釜、宗鎬。伯父薛侃，行人司正。季父薛僑，同科進士。